# Surgical Segment Navigator
Der Surgical Segment Navigator ist ein computergestütztes System zur medizinischen Navigation bei der computerassistierten Chirurgie. Er setzt auf der gleichen Plattform auf, wie der Surgical Tool Navigator (STN), der Surgical Microscope Navigator (SMN) und  der Mehrkoordinatenmanipulator (MKM) von Carl Zeiss.

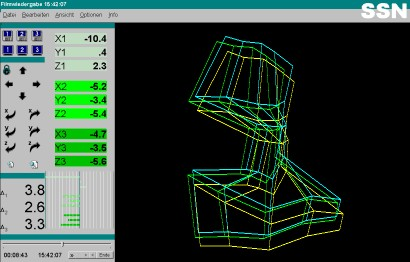
Navigation eines Knochensegments (Orbitarahmen und Jochbein) auf dem SSN (Farbkodierung von Ausgangs-, Ziel- und aktueller Position)

## SSN
Der SSN ist ein computergestütztes System zur Knochensegmentnavigation in der Mund-, Kiefer- und Gesichtschirurgie. Mit diesem Navigationssystem werden knöcherne Fehlstellungen präzise anhand einer präoperativen Simulation und Operationsplanung korrigiert. Das System wurde seit 1997 an der Universität Regensburg mit Unterstützung von Carl Zeiss Oberkochen entwickelt. Es basiert auf einem Infrarotlokalisationssystem, bei dem eine Infrarotkamera mindestens drei Infrarotsender, die mit einem Knochenstück verbunden sind, im Raum vermisst. Der SSN wird in der Dysgnathiechirurgie und zur Rekonstruktion von Fehlstellungen der Augenhöhlenwände oder des Mittelgesichts eingesetzt.

## SSN++
Seit 2001 wurde an der Universität Heidelberg der SSN++ entwickelt, ein Navigationssystem, das die markerlose Patientenregistrierung an einem nativen (= markerlosen) CT- oder MRT-Bilddatensatz ermöglicht. Bei diesem System erfasst ein Computer die Lage des Patienten auf dem Operationstisch mithilfe eines Oberflächenscanners. Der SSN++ gleicht dabei das Oberflächenbild des Patienten auf dem Operationstisch mit dem Oberflächenbild des Weichteilmantels im präoperativen CT- oder MRT-Bilddatensatz ab. Dieses Prinzip entspricht dem Gelände-Kontur-Abgleich von Flugkörpern. Vorteil des Verfahrens ist, dass die Erkennung der Patientenlage vereinfacht und vollautomatisch ablaufen kann; auch ein Zweit-CT mit Registriermarkern (wie in der computergestützten Chirurgie oftmals erforderlich) ist verzichtbar, so dass die Strahlenbelastung für den Patienten herabgesetzt werden kann.